# Gerechtigkeitsspirale
Die Gerechtigkeitsspirale oder Spirale der Gerechtigkeit ist eine dekorative Textanordnung in Form einer Spirale auf einer Brüstungsplatte des Laiengestühls in der Pfarrkirche St. Valentinus in Kiedrich. Das Gestühl wurde 1510 von Erhart Falckener, einem Meister der Schreinerei und der Flachschnitttechnik, im spätgotischen Stil geschaffen und ist über die Jahrhunderte – ein sehr seltener Fall – vollständig erhalten geblieben. Die Spirale ist links von Akanthus- und rechts von Distelranken umgeben. Das Rankenwerk des Flachschnitts ist stilisiert und zeigt über dem letzten Buchstaben des Wortes VERLORN eine Drolerie in Form eines menschlichen Gesichts im Profil. Der Text der Schriftspirale, die eine variierende Buchstabenhöhe von 4 bis 6 cm hat und von innen nach außen zu lesen ist, lautet:

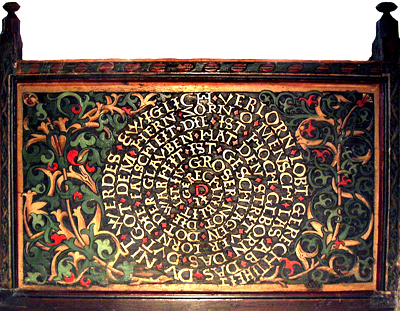
Gerechtigkeitsspirale – Pfarrkirche St. Valentinus und Dionysius in Kiedrich

DIE  GERECHTIKEIT  LIT  IN  GROSER  NOT
DIE  WARHEIT  IST  GESCHLAGEN  DOT
DER  GLAVBEN  HAT  DEN  STRIT  VER  LORN
DIE  FALSCHEIT  DIE  IST  HOCH  GEBORN
DAS  DVT  GOT  DEM  HERN  ZORN
O  MENSCH  LAS  AB
DAS  DV  NIT  WERDES  EWIGLICH  VERLORN
LOBT  GERECHTIKEIT

## Analyse
Im Gegensatz zu den sonstigen konventionellen Themen der dekorativen Textbänder und Inschriften Falckeners kann dieser Text als Ruf nach sozialer Gerechtigkeit und religiöser Redlichkeit in der Zeit der Reformation und im Vorfeld des Bauernkrieges von 1525 verstanden werden. Inhaltlich geht der Text auf die Psychomachia, den Kampf der Tugenden und Laster, von Prudentius zurück. Dieses alte Thema fand im 15. und 16. Jahrhundert in einer einfachen deutschen Formulierung als Reformation Kaiser Sigismunds weite Verbreitung, vor allem in einer gedruckten Fassung von 1476. Der Auftraggeber für das Laiengestühl und damit wahrscheinlich auch für die Gerechtigkeitsspirale war der damalige Kiedricher Pfarrer Zweifuss, der sich auch lateinisch Bipes nannte.